# Jean-Baptiste Dumesnil
Jean-Baptiste Dumesnil ( - 2 juillet 1569, Paris), est un juriste français.

## Biographie
Avocat du roi au parlement de Paris sous les règnes des rois Henri II, François II et Charles IX, il gagne une grande réputation par sa probité, son savoir et son éloquence, ainsi que pour son zèle pour le bien public.
Avocat-général dans l' « affaire de l'Université contre les jésuites », il conclut contre eux.
Dumesnil est le premier à avoir fait des Harangues aux ouvertures du parlement, usage qui a perduré par la suite.
Antoine Loysel fut marié à sa nièce Marie Goulas.

## Œuvre
- Advertissemcnt sur le fait du concile de Trente (1564)
- Divers opuscules tirez des mémoires de M. Antoine Loisel,... ausquels sont joints quelques ouvrages de M. M. Baptiste Dumesnil,... de M. Pierre Pithou, sieur de Savoye, le tout recueilly... par M. Claude Joly... (1656)
- Divers opuscules tirez des mémoires de M. Antoine Loisel (1652)
- Harangue prononcée au présidial d'Angers, sur la présentation des lettres de M. le duc de Rohan, gouverneur d'Anjou (1649)
- Plaidoié de feu M. l'advocat Du Mesnil, en la cause de l'Université de Paris & des Jésuites (1594)

## Sources
- Louis Moréri, Le grand dictionnaire historique ou mélange curieux de l'histoire sacrée et profane, Volume 2, 1683
- André Dupin, Manuel des étudiants en droit et des jeunes avocats: recueil d'opuscules de jurisprudence, 1835
- Notices d'autorité :   - VIAF
  - ISNI
  - BnF (données)
  - IdRef
  - GND
  - Espagne